# 3113 Чижевський
3113 Чижевський (3113 Chizhevskij) — астероїд головного поясу, відкритий 1 вересня 1978 року.
Тіссеранів параметр щодо Юпітера — 3,501.